# Nuoto in acque libere ai campionati mondiali di nuoto 2007 - 5 km maschili
La gara dei 5 km in acque libere maschile dei campionati mondiali di nuoto 2007 è stata disputata il 18 marzo presso la spiaggia di St Kilda. Alla gara hanno preso parte 39 atleti.
La competizione è stata vinta dal nuotatore tedesco Thomas Lurz, mentre l'argento e il bronzo sono andati rispettivamente al russo Evgenij Dratcev e al greco Spyridōn Gianniōtīs.

## Medaglie
| Posizione | Atleta              | Nazionalità |
| --------- | ------------------- | ----------- |
| Oro       | Thomas Lurz         | Germania    |
| Argento   | Evgenij Dratcev     | Russia      |
| Bronzo    | Spyridōn Gianniōtīs | Grecia      |

## Risultati
| Pos. | Atleta                    | Nazionalità       | Tempo     | Punti |
| ---- | ------------------------- | ----------------- | --------- | ----- |
| 1    | Thomas Lurz               | Germania          | 56'49"6   | 18    |
| 2    | Evgenij Dratcev           | Russia            | 56'50"7   | 16    |
| 3    | Spyridōn Gianniōtīs       | Grecia            | 56'56"6   | 14    |
| 4    | Francisco Hervás          | Spagna            | 57'00"9   | 12    |
| 5    | Alex Schelvis             | Paesi Bassi       | 57'01"7   | 10    |
| 6    | Igor Chervynskiy          | Ucraina           | 57'06"0   | 8     |
| 7    | David Browne              | Australia         | 57'11"5   | 6     |
| 8    | Luca Ferretti             | Italia            | 57'09"0   | 5     |
| 9    | Simone Ercoli             | Italia            | 57'10"0   | 4     |
| 10   | Ky Hurst                  | Australia         | 57'11"5   | 2     |
| 10   | Christian Hein            | Germania          | 57'11"5   | 2     |
| 10   | Csaba Gercsák             | Ungheria          | 57'11"5   | 2     |
| 13   | Ricardo Monasterio        | Venezuela         | 57'15"9   |       |
| 14   | Artem Podyakov            | Russia            | 57'28"2   |       |
| 15   | Scott Kaufmann            | Stati Uniti       | 57'36"9   |       |
| 16   | Jarrod Ballem             | Canada            | 57'38"0   |       |
| 17   | Mark Warkentin            | Stati Uniti       | 57'39"5   |       |
| 18   | Jakub Fichtl              | Rep. Ceca         | 57'39"6   |       |
| 19   | Diego Nogueira Montero    | Spagna            | 57'40"1   |       |
| 20   | Mário Pereira             | Brasile           | 57'42"1   |       |
| 21   | Chad Ho                   | Sudafrica         | 57'42"1   |       |
| 22   | Kane Radford              | Nuova Zelanda     | 57'46"6   |       |
| 23   | Balázs Gercsák            | Ungheria          | 57'50"0   |       |
| 24   | Hu Di                     | Cina              | 57'52"1   |       |
| 25   | Luiz Lima                 | Brasile           | 58'30"0   |       |
| 26   | Petăr Stojčev             | Bulgaria          | 1h00'11"1 |       |
| 27   | Tihomir Ivanchev          | Bulgaria          | 1h03'23"4 |       |
| 28   | Santiago Enderica Salgado | Ecuador           | 1h03'23"8 |       |
| 29   | Kurt Niehaus              | Costa Rica        | 1h03'24"5 |       |
| 30   | Roberto Garcia            | Cile              | 1h03'29"0 |       |
| 31   | Esteban Enderica Salgado  | Ecuador           | 1h03'34"2 |       |
| 32   | Kamel Contreras           | Rep. Dominicana   | 1h10'28"1 |       |
| 33   | Seraj Mouloud             | Libia             | 1h25'04"7 |       |
| -    | Kareem Valentine Sandoval | Antigua e Barbuda | DNF       |       |
| -    | Xu Wenchao                | Cina              | DNF       |       |
| -    | Robert des Tombe          | Isole Cook        | DNF       |       |
| -    | Adu Opanka Okai           | Ucraina           | DNF       |       |
| -    | Bernard Ray Atsu Blewudzi | Ghana             | DNF       |       |
| -    | Williams Malique          | Antigua e Barbuda | DNF       |       |
| -    | Anthony Kpetonku          | Ghana             | DNS       |       |
| -    | Daniel Katzir             | Israele           | DNS       |       |
| -    | Aimable Habimana          | Ruanda            | DNS       |       |
| -    | Cassim Iyadede            | Ruanda            | DNS       |       |